# Giacomo Sellitto
Giacomo Sellitto (28. července 1701 Neapol – 20. listopadu 1763 tamtéž) byl italský skladatel a hudební pedagog.
Byl mladším bratrem skladatele Giuseppe Sellitta. O jeho životě není mnoho známo. Patrně většinu svého života strávil jako kapelník (maestro di cappella) v neapolském Collegio dei Nobili.
Z jeho díla se dochovalo 72 fug pro cembalo, Stabat Mater pro čtyři hlasy, housle, violu a basso continuo, dvě opery a oratorium La Passione di Nostro Signore Gesù Cristo.